# African Elephants
African Elephants is het tweede studioalbum van de Amerikaanse punkband Dead to Me. Het werd door Fat Wreck Chords op 10 november 2009 uitgebracht.

## Nummers
1. "X" - 2:45
2. "Modern Muse" - 2:43
3. "Nuthin Runnin Through My Brain" - 1:29
4. "A Day Without a War" - 2:29
5. "Bad Friends" - 3:21
6. "Liebe Liese" - 2:01
7. "Cruel World" - 2:43
8. "Three Chord Strut" - 2:51
9. "California Sun" - 3:39
10. "Fell Right In" - 3:03
11. "I Dare You" - 2:01
12. "Tierra del Fuego" - 2:45
13. "Blue" - 2:43

## Band
- Tyson "Chicken" Annicharico - basgitaar, zang
- Nathan Grice - gitaar, zang
- Ian Anderson - drums, achtergrondzang